# توماس براون (لاعب رماية)
توماس براون (بالإنجليزية: Thomas Brown)‏ هو لاعب رماية أمريكي، ولد في 2 فبراير 1885 في Halleck, West Virginia ‏ في الولايات المتحدة، وتوفي في 4 نوفمبر 1950 في رولينز في الولايات المتحدة.

## وصلات خارجية
- توماس براون على موقع أوليمبيديا (الإنجليزية)